# Epulotrochidae
De Epulotrochidae zijn een familie van uitgestorven weekdieren uit de klasse van de Gastropoda (slakken). Exemplaren van deze familie zijn slechts als fossiel bekend.

## Geslacht
- † Anticonulus Cossmann, 1918
- † Discotectus Favre, 1913
- † Epulotrochus Cossmann, 1918
- † Muricotrochus Cossmann, 1918
- † Plectotrochus Szabó, 2009
- † Simulotrochus J.C. Fischer & Weber, 1997
- † Undatotectus Gründel, Keupp & Lang, 2017
- † Wernerocutus Gründel, Keupp & Lang, 2017